# Liga Premier de Armenia 2017-18
La Liga Premier de Armenia 2017-18 fue la edición número 26 de la Liga Premier de Armenia. La temporada comenzó el 4 de agosto de 2017 y terminó el 20 de mayo de 2018. Alashkert se proclamó campeón.

## Formato
Los seis equipos participantes jugaron entre sí todos contra todos seis veces totalizando 30 partidos partidos cada uno, al término de las 30 fechas el primer clasicado obtuvo un cupo para la primera ronda de la Liga de Campeones 2018-19, mientras que el segundo y el tercer clasificado obtuvieron un cupo para la primera ronda de la Liga Europea 2018-19.
Un tercer cupo para la primera ronda de la Liga Europa 2018-19 fue asignado al campeón de la Copa de Armenia.

## Equipos participantes
Participarán los mismos 6 equipos de la temporada anterior
| Equipo    | Ciudad | Entrenador            | Estadio                | Capacidad |
| --------- | ------ | --------------------- | ---------------------- | --------- |
| Alashkert | Ereván | Varuzhan Sukiasyan    | Alashkert Stadium      | 6.850     |
| Ararat    | Ereván | Edgar Torosyan        | Estadio Hrazdan        | 54.208    |
| Banants   | Ereván | Artur Voskanyan       | Banants Stadium        | 4.860     |
| Gandzasar | Kapan  | Ashot Barseghyan      | Gandzasar Stadium      | 3.500     |
| Pyunik    | Ereván | Armen Gyulbudaghyants | Ereván Academy Stadium | 1.428     |
| Shirak    | Gyumri | Vardan Bichakhchyan   | Gyumri City Stadium    | 2.844     |

## Tabla de posiciones
| Pos. | Equipo        | Pts. | PJ | G  | E  | P  | GF | GC | Dif. | Clasificación 2018–19                 |
| ---- | ------------- | ---- | -- | -- | -- | -- | -- | -- | ---- | ------------------------------------- |
| 1    | Alashkert (C) | 50   | 30 | 14 | 8  | 8  | 44 | 31 | +13  | Primera ronda de la Liga de Campeones |
| 2    | Banants       | 44   | 30 | 11 | 11 | 8  | 42 | 34 | +8   | Primera ronda de la Liga Europa       |
| 3    | Gandzasar     | 43   | 30 | 11 | 10 | 9  | 43 | 34 | +9   | Primera ronda de la Liga Europa       |
| 4    | Shirak        | 38   | 30 | 14 | 8  | 8  | 37 | 31 | +6   |                                       |
| 5    | Pyunik        | 36   | 30 | 9  | 9  | 12 | 37 | 41 | −4   | Primera ronda de la Liga Europa       |
| 6    | Ararat        | 21   | 30 | 5  | 6  | 19 | 33 | 65 | −32  |                                       |

Actualizado a los partidos jugados el 20 de mayo de 2018.
 Fuente: Soccerway
Notas:
1. ↑  Shirak se le descontaron 12 puntos[3]
2. ↑  Pyunik Se clasifica a la Primera ronda de la Liga Europa 2018-19 tras ganar la Copa de Armenia

## Resultados cruzados
Los clubes jugarán entre sí en seis ocasiones para un total de 30 partidos cada uno.
| Local \ Visitante | ALA | ARA | BAN | GAN | PYU | SHI |
| ----------------- | --- | --- | --- | --- | --- | --- |
| Alashkert         | —   | 3–0 | 2–0 | 0–3 | 5–1 | 1–0 |
| Ararat            | 1–3 | —   | 1–2 | 0–2 | 0–0 | 2–2 |
| Banants           | 2–2 | 0–0 | —   | 1–1 | 2–2 | 3–0 |
| Gandzasar         | 1–1 | 1–3 | 2–0 | —   | 3–1 | 0–1 |
| Pyunik            | 0–1 | 4–0 | 1–2 | 2–1 | —   | 0–2 |
| Shirak            | 2–1 | 2–1 | 1–0 | 1–1 | 0–0 | —   |

| Local \ Visitante | ALA | ARA | BAN | GAN | PYU | SHI |
| ----------------- | --- | --- | --- | --- | --- | --- |
| Alashkert         | —   | 2–0 | 2–2 | 0–1 | 1–0 | 0–1 |
| Ararat            | 2–3 | —   | 2–3 | 1–0 | 0–1 | 0–2 |
| Banants           | 2–2 | 2–0 | —   | 1–1 | 1–1 | 3–0 |
| Gandzasar         | 1–0 | 2–0 | 2–2 | —   | 1–0 | 2–2 |
| Pyunik            | 3–1 | 3–3 | 2–0 | 0–0 | —   | 3–2 |
| Shirak            | 0–1 | 0–1 | 0–1 | 2–1 | 2–0 | —   |

| Local \ Visitante | ALA | ARA | BAN | GAN | PYU | SHI |
| ----------------- | --- | --- | --- | --- | --- | --- |
| Alashkert         | —   | 2–1 | 2–2 | 2–0 | 0–0 | 0–0 |
| Ararat            | 2–3 | —   | 2–1 | 1–6 | 1–1 | 4–4 |
| Banants           | 3–0 | 2–0 | —   | 1–0 | 2–0 | 0–2 |
| Gandzasar         | 0–4 | 3–1 | 1–1 | —   | 4–3 | 1–1 |
| Pyunik            | 0–0 | 1–3 | 2–1 | 2–1 | —   | 1–2 |
| Shirak            | 1–0 | 4–1 | 1–0 | 0–0 | 0–3 | —   |

## Goleadores
| 1                                                    | Artak Yedigaryan      | Alashkert | 13 |
| 2                                                    | Gegham Harutyunyan    | Gandzasar | 12 |
| 3                                                    | Mihran Manasyan       | Alashkert | 9  |
| 3                                                    | Andranik Kocharyan    | Ararat    | 9  |
| 5                                                    | Rumyan Hovsepyan      | Banants   | 8  |
| 5                                                    | Uroš Nenadović        | Alashkert | 8  |
| 5                                                    | Lester Peltier        | Banants   | 8  |
| 5                                                    | Alex Junior Christian | Gandzasar | 8  |
| 9                                                    | Lubambo Musonda       | Gandzasar | 7  |
| 9                                                    | Alik Arakelyan        | Pyunik    | 7  |
| Última actualización: 20 de mayo de 2018 Fuente: FFA |                       |           |    |